# Hans Syberg
Hans Peter Syberg (21. februar 1895 i Svanninge, død 13. juni 1979 i Hammer Bakke) var en dansk billedhugger og keramiker. Han var gift med Ulla Cosman-Levysohn (1894-1971), datter af Konrad Cosman-Levysohn og Ellen Heyman.
Som ældste barn af kunstnerparret Fritz Syberg og Anna Syberg, sigtede Hans Syberg tidligt mod selv at blive kunstner. Hans Syberg ville have været maler som sine forældre, men en påstået farveblindhed gjorde, at han valgte at blive billedhugger inspireret af Kai Nielsen, der som forældrene tilhørte gruppen af fynske kunstnere i begyndelsen af det 20. århundrede. I slutningen af 1920'ere startede han med kusinen Grete Jensen, der var datter af fynbomaleren Peter Hansen, keramikvirksomheden Hans og Grete, og sammen regnes de blandt pionererne indenfor studiolertøj i Danmark. Hans og Grete keramikken blev senere inspiration for Lars Syberg Keramik. Hans Sybergs hovedværker inkluderer marmorbusten af moren, Anna Syberg, fra 1914 og opstillet på Faaborg Museum ved dets åbning i 1915, statuen af Kristian Zahrtmann opstillet på Zahrtmanns Plads på Frederiksberg i 1931, og den store Tyr, opstillet på Dalum Landbrugshøjskole i 1939, der viser inspirationen fra vitalismen. En buste af faren, Fritz Syberg, står i atriumgården på Johannes Larsen Museet i Kerteminde.
Hans Syberg indstillede det kunstneriske arbejde ved krigens begyndelse og helligede sig i stigende omfang frugtavl, hvor han på Hammeren i Horns Herred efterhånden opbyggede en frugtplantage på omkring 70 tdr. land og var med til at starte Nordsjællands Erhvervfrugtavleres Forening. Et af hans seneste arbejder er en Gravsten over Fritz Syberg, opstillet ved Drigstrup Kirke i 1944.